# 森川稔之
森川 稔之（もりかわ としゆき、1993年5月26日 - ）は、日本のラグビー選手。

## プロフィール
- 福岡県出身[1]。
- ポジションはウィング(WTB)。
- 身長 181cm、体重 83kg
- ニックネームはトシ。
- 7人制日本代表の練習生に選ばれたことがある[2]。

## 略歴
2012年、天理高校卒業後、天理大学に入る。　
2016年、天理大学卒業後、宗像サニックスブルースに加入。
2018年、リコージャパンラグビー部に加入。
2020年、リコージャパンラグビー部を退団した。